# Baxter (Tennessee)
Pour les articles homonymes, voir Baxter.
Baxter est une municipalité américaine située dans le comté de Putnam au Tennessee.
Selon le recensement de 2010, Baxter compte 1 365 habitants. La municipalité s'étend sur 3,03 milles carrés (7,85 km2).
D'abord appelée Mine Lick et The Lowland, la localité est renommée en l'honneur du fondateur du Tennessee Central Railway Jere Baxter. Elle devient une municipalité en 1915.